# Сент-Авольд-2
Сент-Авольд-2 (фр. Saint-Avold-2) — упразднённый кантон во Франции, регион Лотарингия, департамент Мозель, округ Форбаш.
Численность населения кантона в 2007 году составляла 22413 человек. Код INSEE кантона — 5749. В результате административной реформы кантон упразднён. До марта 2015 года в состав кантона входило 6 коммун, административный центр — коммуна Сент-Авольд.

## Коммуны кантона
| Коммуна     | Население  | Почтовый индекс | Код INSEE |
| ----------- | ---------- | --------------- | --------- |
| Карлен      | 3 736      | 57490           | 57123     |
| Омбур-От    | 9 486      | 57470           | 57332     |
| Л'Опиталь   | 5 990      | 57490           | 57336     |
| Лашамбр     | 731        | 57730           | 57373     |
| Машран      | 2 809      | 57730           | 57428     |
| Сент-Авольд | 16 922 (1) | 57500           | 57606     |

(1) часть коммуны.